# Bistum Coimbra
Das Bistum Coimbra (lateinisch Dioecesis Conimbricensis, portugiesisch Diocese de Coimbra) ist eine in Portugal gelegene römisch-katholische Diözese mit Sitz in Coimbra. Sein Gebiet deckt sich weitgehend mit dem Distrikt Coimbra.

## Geschichte
Das Bistum Coimbra wurde im 6. Jahrhundert errichtet. Am 24. August 1938 gab das Bistum Coimbra Teile seines Territoriums zur Gründung des Bistums Aveiro ab. Das Bistum Coimbra ist dem Erzbistum Braga als Suffraganbistum unterstellt. 